# ییرژی گرسمان
ییرژی گرُسمان (چکی: Jiří Grossmann; ۲۰ ژوئیهٔ ۱۹۴۱ – ۵ دسامبر ۱۹۷۱) بازیگر تئاتر، شاعر و آهنگساز اهل کشور چکسلواکی بود.